# 488 Kreusa
A 488 Kreusa (ideiglenes jelöléssel 1902 JG) a Naprendszer kisbolygóövében található aszteroida. Maximilian Franz Joseph Cornelius Wolf és Luigi Carnera fedezte fel 1902. június 26-án.